# PDFCreator
PDFCreator est un logiciel open source allemand, disponible dans une version gratuite (Free) et trois payantes (Professional, Server et Terminal Server), permettant de convertir des fichiers imprimables en fichiers PDF pour les applications Windows en utilisant une imprimante virtuelle.

## Fonctionnement
Cette conversion se fait par l'intermédiaire de l’imprimante virtuelle PDFCreator. Les résultats obtenus sont des documents au format PDF qui, même s’ils ne permettent pas de garder les liens hypertextes actifs[réf. souhaitée], sont fidèles à l’original.
PDFCreator comporte de nombreuses options de paramétrage qui permettent de modifier la taille du document créé ou la version d’Adobe Acrobat utilisée pour la compatibilité.
Exemple de fichier généré par PDFCreator version 0.8 (source) : [PDF] fichier généré.

## Fonctionnalités
PDFCreator peut :
- Créer des fichiers PDF depuis tout programme possédant une fonction d'impression, et notamment aux formats PDF/A-1 (1b) et PDF/X (X-3:2002, X-3:2003 et X-4),
- Envoyer les fichiers générés par courriel
- Créer des fichiers PNG, JPG, TIFF, BMP, PCX, PS, EPS
- Fusionner plusieurs fichiers en un PDF (anciennes versions uniquement)
- Chiffrer les PDF et les protéger notamment de l'ouverture et de l'impression.

### Protection du document
Par les options accessibles depuis le moniteur d'impression, PDFCreator permet d'empêcher l'impression du document, d'interdire la copie du texte et des images ou leur modification. Il est possible de choisir deux types de mot de passe. L'un étant requis pour l'ouverture du document, l'autre étant nécessaire pour modifier les autorisations ou le mot de passe.

## Controverses
Le produit tend à évoluer vers des pratiques commerciales qui sont controversées.
Ainsi, depuis la version 0.9.7 (février 2009) il contient en option un publiciel (à source fermée) qui est installé par défaut.
Depuis la version 2.2.0 (2015) il refuse de s'installer sur un serveur Windows dont le service de bureau à distance en mode multi-utilisateurs est activé (anciennement TSE), et indique qu'il faut utiliser la version commerciale.
PDFCreator viole la licence GPL en insérant du code non libre.
Le portail libre Francophone Framasoft recommande l'utilisation de CC Free PDF Converter à la place qui se comporte également comme une imprimante PDF et est totalement open source.
De plus, la communication qu'il tient sur sa licence est douteuse : se targuant d'être libre en employant du code propriétaire, présentant sa licence principale comme étant  GNU AGPL sur son site principal et son dépôt sur Github, mais comme étant GNU GPLv3 sur SourceForge.net.

## Projet
Le projet PDFCreator est présent sur SourceForge.net.
PDFCreator 2.0 est une réécriture complète de la branche précédente 1.7.x qui était écrite en Visual Basic.